# Tour du Finistère 2015
La 30e édition du Tour du Finistère a eu lieu le 18 avril 2015. La course fait partie du calendrier UCI Europe Tour 2015 en catégorie 1.1. C'est également la septième épreuve de la Coupe de France sur route.
L'épreuve a été remportée en solitaire par le Belge Tim De Troyer (Wanty-Groupe Gobert) neuf secondes devant un groupe de treize coureurs réglé pour la deuxième place par son coéquipier et compatriote Jérôme Baugnies qui précède le Français Julien Simon (Cofidis).

## Présentation

### Équipes
Classé en catégorie 1.1 de l'UCI Europe Tour, le Tour du Finistère est par conséquent ouvert aux WorldTeams dans la limite de 50 % des équipes participantes, aux équipes continentales professionnelles, aux équipes continentales et aux équipes nationales.
Quatorze équipes participent à ce Tour du Finistère - deux WorldTeams, quatre équipes continentales professionnelles et huit équipes continentales :
| UCI WorldTeams   | UCI WorldTeams | UCI WorldTeams |
| Nom de l'équipe  | Pays           | Code           |
| ---------------- | -------------- | -------------- |
| AG2R La Mondiale | France         | ALM            |
| FDJ              | France         | FDJ            |

| Équipes continentales professionnelles | Équipes continentales professionnelles | Équipes continentales professionnelles |
| Nom de l'équipe                        | Pays                                   | Code                                   |
| -------------------------------------- | -------------------------------------- | -------------------------------------- |
| Bretagne-Séché Environnement           | France                                 | BSE                                    |
| Cofidis                                | France                                 | COF                                    |
| Europcar                               | France                                 | EUC                                    |
| Wanty-Groupe Gobert                    | Belgique                               | WGG                                    |

| Équipes continentales   | Équipes continentales | Équipes continentales |
| Nom de l'équipe         | Pays                  | Code                  |
| ----------------------- | --------------------- | --------------------- |
| Amore & Vita-Selle SMP  | Ukraine               | AMO                   |
| Armée de Terre          | France                | ADT                   |
| Auber 93                | France                | AUB                   |
| Marseille 13 KTM        | France                | M13                   |
| Murias Taldea           | Espagne               | MUR                   |
| Roubaix Lille Métropole | France                | RLM                   |
| Vorarlberg              | Autriche              | VBG                   |
| Wallonie-Bruxelles      | Belgique              | WBC                   |

### Règlement de la course

#### Primes
Les vingt prix sont attribués suivant le barème de l'UCI,. Le total général des prix distribués est de 14 477 €.
| Position | 1er     | 2e      | 3e      | 4e    | 5e    | 6e    | 7e    | 8e    | 9e    | 10e à 20e |
| Prix     | 5 785 € | 2 895 € | 1 445 € | 715 € | 580 € | 433 € | 433 € | 287 € | 287 € | 147 €     |

## Classements

### Classement final
| Classement final | Classement final    | Classement final | Classement final             | Classement final   |
|                  | Coureur             | Pays             | Équipe                       | Temps              |
| ---------------- | ------------------- | ---------------- | ---------------------------- | ------------------ |
| 1er              | Tim De Troyer       | Belgique         | Wanty-Groupe Gobert          | en 4 h 48 min 42 s |
| 2e               | Jérôme Baugnies     | Belgique         | Wanty-Groupe Gobert          | + 9 s              |
| 3e               | Julien Simon        | France           | Cofidis                      | + 9 s              |
| 4e               | Alexandre Geniez    | France           | FDJ                          | + 9 s              |
| 5e               | Julien Antomarchi   | France           | Roubaix Lille Métropole      | + 9 s              |
| 6e               | Maxime Renault      | France           | Auber 93                     | + 9 s              |
| 7e               | Frederik Backaert   | Belgique         | Wanty-Groupe Gobert          | + 9 s              |
| 8e               | Jonathan Hivert     | France           | Bretagne-Séché Environnement | + 9 s              |
| 9e               | Julien Guay         | France           | Auber 93                     | + 9 s              |
| 10e              | Ignatas Konovalovas | Lituanie         | Marseille 13 KTM             | + 9 s              |
| modifier         |                     |                  |                              |                    |

### Classements annexes
| Classement des sprints | Classement des sprints | Classement des sprints | Classement des sprints | Classement des sprints |
| ---------------------- | ---------------------- | ---------------------- | ---------------------- | ---------------------- |
|                        | Coureur                | Pays                   | Équipe                 | Point(s)               |
| 1er                    | Yoann Barbas           | France                 | Armée de Terre         | 8 points               |
| 2e                     | Quentin Pacher         | France                 | Armée de Terre         | 5 pts                  |
| 3e                     | Geoffrey Soupe         | France                 | Cofidis                | 5 pts                  |
| modifier               |                        |                        |                        |                        |

| Classement du meilleur jeune | Classement du meilleur jeune | Classement du meilleur jeune | Classement du meilleur jeune | Classement du meilleur jeune |
|                              | Coureur                      | Pays                         | Équipe                       | Temps                        |
| ---------------------------- | ---------------------------- | ---------------------------- | ---------------------------- | ---------------------------- |
| 1er                          | Quentin Pacher               | France                       | Armée de Terre               | en 4 h 49 min 0 s            |
| 2e                           | Kévin Lebreton               | France                       | Armée de Terre               | + 23 s                       |
| 3e                           | Alexis Gougeard              | France                       | AG2R La Mondiale             | + 28 s                       |
| modifier                     |                              |                              |                              |                              |

### UCI Europe Tour
Ce Tour du Finistère attribue des points pour l'UCI Europe Tour 2015, par équipes seulement aux coureurs des équipes continentales professionnelles et continentales, individuellement à tous les coureurs sauf ceux faisant partie d'une équipe ayant un label WorldTeam.
| Position,          | 1er | 2e | 3e | 4e | 5e | 6e | 7e | 8e | 9e | 10e | 11e | 12e |
| Classement général | 80  | 56 | 32 | 24 | 20 | 16 | 12 | 8  | 7  | 6   | 5   | 3   |

## Liste des participants
- Liste de départ complète

| Légende | Légende                                                                    | Légende | Légende                                                    |
| ------- | -------------------------------------------------------------------------- | ------- | ---------------------------------------------------------- |
| Num     | Dossard de départ porté par le coureur sur ce Tour du Finistère            | Pos     | Position à l'arrivée de la course                          |
|         | Indique un maillot de champion national ou mondial, suivi de sa spécialité | NP      | Indique un coureur qui n'a pas pris le départ de la course |
| AB      | Indique un coureur qui n'a pas terminé la course                           | HD      | Indique un coureur qui a terminé la course hors des délais |

| Wallonie-Bruxelles WBC                | Wallonie-Bruxelles WBC   | Wallonie-Bruxelles WBC |
| ------------------------------------- | ------------------------ | ---------------------- |
| Num                                   | Coureur                  | Pos                    |
| 1                                     | Antoine Demoitié (BEL)   | 24e                    |
| 2                                     | Maxime Anciaux (BEL)     | AB                     |
| 3                                     | Sébastien Delfosse (BEL) | 29e                    |
| 4                                     | Grégory Habeaux (BEL)    | AB                     |
| 5                                     | Kevyn Ista (BEL)         | AB                     |
| 6                                     | Julien Stassen (BEL)     | AB                     |
| 7                                     | Antoine Warnier (BEL)    | 40e                    |
| 8                                     | Thomas Wertz (BEL)       | AB                     |
| Directeur sportif : Frédéric Amorison |                          |                        |

| AG2R La Mondiale ALM           | AG2R La Mondiale ALM     | AG2R La Mondiale ALM |
| ------------------------------ | ------------------------ | -------------------- |
| Num                            | Coureur                  | Pos                  |
| 11                             | Gediminas Bagdonas (LTU) | AB                   |
| 12                             | Maxime Daniel (FRA)      | AB                   |
| 13                             | Axel Domont (FRA)        | 44e                  |
| 14                             | Samuel Dumoulin (FRA)    | AB                   |
| 15                             | Alexis Gougeard (FRA)    | 31e                  |
| 16                             | Quentin Jauregui (FRA)   | NP                   |
| 17                             | Pierre Latour (FRA)      | AB                   |
| 18                             | Sébastien Turgot (FRA)   | NP                   |
| Directeur sportif : Gilles Mas |                          |                      |

| FDJ                                 | FDJ                      | FDJ |
| ----------------------------------- | ------------------------ | --- |
| Num                                 | Coureur                  | Pos |
| 21                                  | Jérémy Roy (FRA)         | 25e |
| 22                                  | Murilo Fischer (BRA)     | AB  |
| 23                                  | Anthony Geslin (FRA)     | 39e |
| 24                                  | Matthieu Ladagnous (FRA) | AB  |
| 25                                  | Alexandre Geniez (FRA)   | 4e  |
| 26                                  | Lorrenzo Manzin (FRA)    | AB  |
| 27                                  | Francis Mourey (FRA)     | 23e |
| 28                                  | (FRA)                    | NP  |
| Directeur sportif : Thierry Bricaud |                          |     |

| Europcar EUC                       | Europcar EUC              | Europcar EUC |
| ---------------------------------- | ------------------------- | ------------ |
| Num                                | Coureur                   | Pos          |
| 31                                 | Thomas Voeckler (FRA)     | 28e          |
| 32                                 | Giovanni Bernaudeau (FRA) | AB           |
| 33                                 | Thomas Boudat (FRA)       | AB           |
| 34                                 | Dan Craven (NAM) (Route)  | AB           |
| 35                                 | Vincent Jérôme (FRA)      | 32e          |
| 36                                 | Morgan Lamoisson (FRA)    | AB           |
| 37                                 | Yannick Martinez (FRA)    | AB           |
| 38                                 | Alexandre Pichot (FRA)    | 12e          |
| Directeur sportif : Ismaël Mottier |                           |              |

| Bretagne-Séché Environnement BSE | Bretagne-Séché Environnement BSE | Bretagne-Séché Environnement BSE |
| -------------------------------- | -------------------------------- | -------------------------------- |
| Num                              | Coureur                          | Pos                              |
| 41                               | Pierrick Fédrigo (FRA)           | 14e                              |
| 42                               | Matthieu Boulo (FRA)             | 43e                              |
| 43                               | Maxime Cam (FRA)                 | 54e                              |
| 44                               | Armindo Fonseca (FRA)            | 37e                              |
| 45                               | Florian Guillou (FRA)            | AB                               |
| 46                               | Jonathan Hivert (FRA)            | 8e                               |
| 47                               | Brice Feillu (FRA)               | 45e                              |
| 48                               | Romain Feillu (FRA)              | 41e                              |
| Directeur sportif : Roger Tréhin |                                  |                                  |

| Cofidis COF                          | Cofidis COF             | Cofidis COF |
| ------------------------------------ | ----------------------- | ----------- |
| Num                                  | Coureur                 | Pos         |
| 51                                   | Yoann Bagot (FRA)       | 21e         |
| 52                                   | Loïc Chetout (FRA)      | 35e         |
| 53                                   | Anthony Turgis (FRA)    | AB          |
| 54                                   |                         |             |
| 55                                   | Stéphane Rossetto (FRA) | AB          |
| 56                                   | Julien Simon (FRA)      | 3e          |
| 57                                   | Geoffrey Soupe (FRA)    | 34e         |
| 58                                   |                         |             |
| Directeur sportif : Jean-Luc Jonrond |                         |             |

| Wanty-Groupe Gobert WGG            | Wanty-Groupe Gobert WGG | Wanty-Groupe Gobert WGG |
| ---------------------------------- | ----------------------- | ----------------------- |
| Num                                | Coureur                 | Pos                     |
| 61                                 | Frederik Backaert (BEL) | 7e                      |
| 62                                 | Jérôme Baugnies (BEL)   | 2e                      |
| 63                                 | Tim De Troyer (BEL)     | 1re                     |
| 64                                 | Tom Devriendt (BEL)     | 51e                     |
| 65                                 | Boris Dron (BEL)        | AB                      |
| 66                                 | Fréderique Robert (BEL) | AB                      |
| 67                                 | Lander Seynaeve (BEL)   | AB                      |
| 68                                 |                         |                         |
| Directeur sportif : Steven De Neef |                         |                         |

| Auber 93 AUB                       | Auber 93 AUB             | Auber 93 AUB |
| ---------------------------------- | ------------------------ | ------------ |
| Num                                | Coureur                  | Pos          |
| 71                                 | César Bihel (FRA)        | 13e          |
| 72                                 | Julien Guay (FRA)        | 9e           |
| 73                                 | Guillaume Levarlet (FRA) | AB           |
| 74                                 | Anthony Maldonado (FRA)  | AB           |
| 75                                 | David Menut (EST)        | AB           |
| 76                                 | Maxime Renault (FRA)     | 6e           |
| 77                                 | Steven Tronet (FRA)      | AB           |
| 78                                 | Théo Vimpère (FRA)       | 18e          |
| Directeur sportif : Stephan Gaudry |                          |              |

| Roubaix Lille Métropole RLM         | Roubaix Lille Métropole RLM | Roubaix Lille Métropole RLM |
| ----------------------------------- | --------------------------- | --------------------------- |
| Num                                 | Coureur                     | Pos                         |
| 81                                  | Julien Antomarchi (FRA)     | 5e                          |
| 82                                  | Dieter Bouvry (BEL)         | AB                          |
| 83                                  | Timothy Dupont (BEL)        | AB                          |
| 84                                  | Rudy Kowalski (FRA)         | AB                          |
| 85                                  | Jérémy Leveau (FRA)         | 52e                         |
| 86                                  | Baptiste Planckaert (BEL)   | AB                          |
| 87                                  | Jimmy Turgis (FRA)          | 17e                         |
| 88                                  | Maxime Vantomme (BEL)       | AB                          |
| Directeur sportif : Gilles Pauchard |                             |                             |

| Marseille 13 KTM M13                    | Marseille 13 KTM M13       | Marseille 13 KTM M13 |
| --------------------------------------- | -------------------------- | -------------------- |
| Num                                     | Coureur                    | Pos                  |
| 91                                      | Julien El Fares (FRA)      | AB                   |
| 92                                      | Ignatas Konovalovas (LTU)  | 10e                  |
| 93                                      | Julien Loubet (FRA)        | 26e                  |
| 94                                      | Rémy Di Grégorio (FRA)     | 15e                  |
| 95                                      | Clément Penven (FRA)       | AB                   |
| 96                                      | Clément Saint-Martin (FRA) | 11e                  |
| 97                                      | Benjamin Giraud (FRA)      | AB                   |
| 98                                      | Grégoire Tarride (FRA)     | AB                   |
| Directeur sportif : Freddy Lecarpentier |                            |                      |

| Veranclassic-Ekoï VER              | Veranclassic-Ekoï VER    | Veranclassic-Ekoï VER |
| ---------------------------------- | ------------------------ | --------------------- |
| Num                                | Coureur                  | Pos                   |
| 101                                | Edwig Cammaerts (BEL)    | NP                    |
| 102                                | Serge Dewortelaer (BEL)  | NP                    |
| 103                                | Gorik Gardeyn (BEL)      | NP                    |
| 104                                | Justin Jules (FRA)       | NP                    |
| 105                                | Martial Roman (FRA)      | NP                    |
| 106                                | Sébastien Rosseler (BEL) | NP                    |
| 107                                | Melvin Rullière (FRA)    | NP                    |
| 108                                | Thomas Vaubourzeix (FRA) | NP                    |
| Directeur sportif : Geoffrey Coupé |                          |                       |

| Murias Taldea MUR                 | Murias Taldea MUR        | Murias Taldea MUR |
| --------------------------------- | ------------------------ | ----------------- |
| Num                               | Coureur                  | Pos               |
| 111                               | Aritz Bagües (ESP)       | 22e               |
| 112                               | Ander Barrenetxea (ESP)  | AB                |
| 113                               | Egoitz García (ESP)      | AB                |
| 114                               | Jon Ander Insausti (ESP) | AB                |
| 115                               | Unai Intziarte (ESP)     | AB                |
| 116                               |                          |                   |
| 117                               |                          |                   |
| 118                               |                          |                   |
| Directeur sportif : Jon Odriozola |                          |                   |

| Amore & Vita-Selle SMP AMO            | Amore & Vita-Selle SMP AMO | Amore & Vita-Selle SMP AMO |
| ------------------------------------- | -------------------------- | -------------------------- |
| Num                                   | Coureur                    | Pos                        |
| 121                                   | Eugenio Bani (ITA)         | AB                         |
| 122                                   | Volodymyr Fredyuk (UKR)    | AB                         |
| 123                                   | Mattia Gavazzi (ITA)       | AB                         |
| 124                                   | Logan Loader (USA)         | 38e                        |
| 125                                   | Volodymyr Kogut (UKR)      | 49e                        |
| 126                                   | Paolo Lunardon (ITA)       | 46e                        |
| 127                                   | Rostyslav Zhukovskyi (UKR) | 50e                        |
| 128                                   | Marco Zamparella (ITA)     | AB                         |
| Directeur sportif : Maurizio Giorgini |                            |                            |

| Vorarlberg VBG                    | Vorarlberg VBG           | Vorarlberg VBG |
| --------------------------------- | ------------------------ | -------------- |
| Num                               | Coureur                  | Pos            |
| 131                               | Nicolas Baldo (FRA)      | AB             |
| 132                               | Aldo Ino Ilešič (SLO)    | 53e            |
| 133                               | Patrick Jäger (AUT)      | 48e            |
| 134                               | Grischa Janorschke (GER) | 27e            |
| 135                               | Clément Koretzky (FRA)   | AB             |
| 136                               | Nicolas Winter (SUI)     | 42e            |
| 137                               | Daniel Paulus (AUT)      | 47e            |
| 138                               | Víctor de la Parte (ESP) | 36e            |
| Directeur sportif : Werner Salmen |                          |                |

| Armée de Terre ADT                      | Armée de Terre ADT   | Armée de Terre ADT |
| --------------------------------------- | -------------------- | ------------------ |
| Num                                     | Coureur              | Pos                |
| 141                                     | Yoann Barbas (FRA)   | 33e                |
| 142                                     | Alexis Bodiot (FRA)  | AB                 |
| 143                                     | Romain Combaud (FRA) | 16e                |
| 144                                     | Julien Duval (FRA)   | 20e                |
| 145                                     | Kévin Lebreton (FRA) | 30e                |
| 146                                     | Jérôme Mainard (FRA) | AB                 |
| 147                                     | Quentin Pacher (FRA) | 19e                |
| 148                                     | Benoît Sinner (FRA)  | AB                 |
| Directeur sportif : David Lima da Costa |                      |                    |